# Mary Claire Helldorfer
Mary Claire Helldorfer, que utiliza em algumas de suas obras o pseudônimo Elizabeth Chandler (Baltimore, Maryland, EUA), é um escritora estadunidense que estudou na Mercy High School de Baltimore.
Ela tem escrito vários livros ilustrados para crianças sobre seu nome real Mary Claire Helldorfer. Porém o seu grande sucesso, série Beijada por um Anjo está assinada como Elizabeth Chandler. Mary Claire é admiradora de Elizabeth Margaret Chandler (1807 - 1834) famosa escritora e poetisa, por isso se utiliza de seu nome como pseudônimo.

## Carreira
A sextologia Beijada por um Anjo foi publicada em 1995, porém em 2010 a editora Novo Conceito resolveu lançar o livro no Brasil, modernizando as capas.
Os livros fizeram grande sucesso.
- 1. Beijada por um anjo - (1995 - Estados Unidos) / (2010 - Brasil)
- 2. Beijada por um anjo - A Força do amor - (1995 - Estados Unidos)  / (2010 - Brasil)
- 3. Beijada por um anjo - Almas gêmeas - (1995 - Estados Unidos)  / (2010 - Brasil)
- 4. Beijada por um anjo - Destinos cruzados -(2011)
- 5. Beijada por um anjo - Revelações -(2012)
- 6. Beijada por um anjo - Eternamente (O último livro da saga)-(EUA - 2013)/(Brasil - 2013)

Lançamento do Sexto Livro para Julho de 2013 (Eternamente).
A série Dark Secrets é outro grande sucesso da autora.